# Gösta Cederlund
Gösta Cederlund, nato Gustaf Edvard Cederlund (Stoccolma, 6 marzo 1888 – 4 dicembre 1980), è stato un attore e regista svedese.

## Biografia
Fu un noto caratterista nel cinema svedese dagli anni trenta alla fine degli anni cinquanta, debuttando nell'epoca del cinema muto.

## Filmografia
- La ragazza della torbiera di Stormyr (Tösen från Stormyrtorpen), regia di Victor Sjöström (1917)
- Senza volto (En Kvinnas ansikte), regia di Gustaf Molander (1938)
- A rischio della vita (Med livet som insats), regia di Thor L. Brooks e Alf Sjöberg (1940)
- Spasimo (Hets), regia di Alf Sjöberg (1944)
- Piove sul nostro amore (Det regnar på vår kärlek), regia di Ingmar Bergman (1946)
- Ciò non accadrebbe qui (Sånt händer inte här), regia di Ingmar Bergman (1950)
- La valle delle aquile (Valley of Eagles), regia di Terence Young (1951)
- Nattens ljus, regia di Lars-Eric Kjellgren (1957)